# Kvarnberget (naturreservat, Skellefteå kommun)
Kvarnberget är ett naturreservat i Skellefteå kommun i Västerbottens län. Det ligger två kilometer söder om Burträsk.
Området är naturskyddat sedan 2016 och är 50 hektar stort. Reservatet ligger på Kvarnbergets sydöstra sluttning och består av fuktiga granskogar, barrskogar och karga hällmarkstallskogar.